# Lista munților din Elveția
Lista munților din Elveția cuprinde mai ales munți din Alpii elvețieni.

## Zece din cei mai înalți munți în Elveția
| Rang | Imagine | Vârf           | Altitudine în m. | Așezare         | Munte / Masiv            | Dominanța (km)                | Creasta (m)                  |
| ---- | ------- | -------------- | ---------------- | --------------- | ------------------------ | ----------------------------- | ---------------------------- |
| 1    |         | Dufourspitze   | 4634             | Kanton Wallis   | Monte Rosa               | 78,2 Mont Blanc de Courmayeur | 2.165 Grosser Sankt Bernhard |
| 2.   |         | Dom            | 4545             | Wallis          | Mischabelgruppe          | 16,6 Nordend                  | 1.046 Neues Weisstor         |
| 3.   |         | Liskamm        | 4527             | Wallis / Italia | Alpii Pennini (Walliser) | 2,9 Zumsteinspitze            | 376 Lisjoch                  |
| 4.   |         | Weisshorn      | 4505             | Wallis          | Alpii Pennini (Walliser) | 11,1 Dom                      | 1.235 Furggjoch              |
| 5.   |         | Matterhorn     | 4478             | Wallis / Italia | Alpii Pennini (Walliser) | 13,7 Liskamm                  | 1.031 Col Durand             |
| 6.   |         | Dent Blanche   | 4357             | Wallis          | Alpii Pennini (Walliser) | 7,4 Matterhorn                | 895 Col d'Hérens             |
| 7.   |         | Grand Combin   | 4314             | Wallis          | Alpii Pennini (Walliser) | 26,4 Dent Blanche             | 1.517 Fenêtre de Durand      |
| 8.   |         | Finsteraarhorn | 4274             | Bern / Wallis   | Alpii Bernezi            | 51,65 Nadelhorn               | 2.280                        |
| 9.   |         | Zinalrothorn   | 4221             | Wallis          | Alpii Pennini (Walliser) | 4,5 Weisshorn                 | 490 Hohlichtpass             |
| 10.  |         | Alphubel       | 4206             | Wallis          | Allalingruppe            | 2,3 Täschhorn                 | 355 Mischabeljoch            |

## Lista munților mai înalți din Elveția
| Imagine                                                    | Vârf                                   | Altitudine (m) | Tip            | Regiune                          | Masiv                    | Dominanță (km)                 | Creasta (m)                            |
| ---------------------------------------------------------- | -------------------------------------- | -------------- | -------------- | -------------------------------- | ------------------------ | ------------------------------ | -------------------------------------- |
| Albiskette vom Uetliberg                                   | Albis, Bürglen                         | 916            | Vârf principal | Mittelland                       | Albiskette               | 12 Punkt 1002 la Wilerberg     | 376 Sihlbrugg Punkt 540                |
| Aletschhorn von Süden                                      | Aletschhorn                            | 4193           | Vârf principal | Wallis                           | Aletschgebiet            | 13,3 Finsteraarhorn            | 1.020 Lötschenlücke                    |
| Allalinhorn von Nordost                                    | Allalinhorn                            | 4027           | Vârf secundar  | Alpii Pennini (Walliser)         |                          | 2,1 Rimpfischhorn              | 255 Alphubeljoch                       |
| Alperschällihorn von Osten                                 | AlperschallihornAlperschällihorn       | 3036           | Vârf principal | Adula-Alpen                      | Splügener Kalkberge      | 4,9 Bruschghorn                | 425 Alperschällilücke                  |
| Alphubel vom Allalinhorn                                   | Alphubel                               | 4206           | Vârf principal | Wallis                           | Mischabel-Gruppe         | 2,1 Täschhorn                  | 359 Mischabeljoch                      |
| Altels                                                     | Altels                                 | 3629           | Vârf secundar  | Alpii Bernezi                    | Balmhorngruppe           | 1,27 Balmhorn                  | 101 Punkt 3528 E zum Balmhorn          |
| Altenalp Türm von Westen                                   | Altenalp TurmAltenalp Türm             | 2033           | Vârf secundar  | Elveția de est                   | Alpstein                 | 0,43 Hängeten                  | 133 Lötzlialpsattel                    |
| über dem Seealpsee; Altmann links                          | Altmann                                | 2436           | Vârf principal | Elveția de est                   | Alpstein                 | 2,45 Säntis                    | 315 Rotsteinpass                       |
| Alvier 2ter von rechts                                     | Alvier                                 | 2343           | Vârf secundar  | Elveția de est                   | Alvierkette              | 2,62 Gross-Fulfirst            | 243 Punkt 2100                         |
| Aubrig                                                     | Aubrig                                 | 1695           | Vârf principal | Schwyz                           | Voralpen                 | 6,28 Fluebrig                  | 327 Fläschlihöchi                      |
| Bächenstock von der Fellilücke                             | BachenstockBächenstock                 | 2944           | Vârf secundar  | Urner Alpen                      | Diederberge              | 0,6 Rienzenstock               | 53 Punkt 2891                          |
| Bachtel vom Pfäffikersee                                   | Bachtel                                | 1115           | Vârf principal | Mittelland                       | Zürcher Oberland         | 4,7 Dürrspitz                  | 358 Gibswil                            |
| Badus/Six Madun                                            | Badus                                  | 2928           | Vârf principal | Graubünden/Uri                   | GotthardMasiv            | 5,05 Piz Ravetsch              | 529 Pass Tagliola /Lolenpass           |
| Balmhorn                                                   | Balmhorn                               | 3698           | Vârf principal | Alpii Bernezi                    | Balmhorngruppe           | 12,85 Bietschhorn              | 1.008 Lötschenpass                     |
| Bella Tola links und Rothorn rechts                        | Bella Tola                             | 3025           | Vârf secundar  | Wallis                           |                          | 3,85 Turtmannspitze            | 235 Meidpass                           |
| Bellavista von Bovalhütte                                  | Bellavista                             | 3922           | Vârf secundar  | Engadin                          | Berninagruppe            | 0,66 Piz Zupò                  | 82 Pass dal Zupo                       |
| Bietschhorn über dem Lötschental                           | Bietschhorn                            | 3934           | Vârf principal | Wallis                           | Aletsch                  | 14 Aletschhorn                 | 906 Beichpass                          |
| Bifertenstock aus Nordost von Braunwald                    | Bifertenstock                          | 3419           | Vârf principal | Glarner Alpen                    | Brigelserhörner          | 2,85 Glarner Tödi              | 357 Punkt 3062 westlich Bündner Tödi   |
| Blüemlisalp, Mitte, vom Oeschinensee                       | BluemlisalpBlüemlisalp                 | 3661           | Vârf principal | Alpii Bernezi                    | Blüemlisalp(gruppe)      | 8,5 Breithorn                  | 874 Tschingelpass                      |
| Blüemlisalp Rothore links                                  | Bluemlisalp RothoreBlüemlisalp Rothore | 3297           | Vârf secundar  | Alpii Bernezi                    | Blüemlisalpgruppe        | 0,72 Blüemlisalphorn           | 46 NE                                  |
| Born von Westen über der Kirche von Gunzgen                | Born                                   | 719            | Vârf secundar  | Mittelland                       |                          | 4,21 Homberg                   | 287 Härkingen                          |
| Bös Fulen Nordseite                                        | Bos FulenBös Fulen                     | 2801           | Vârf principal | Glarner Alpen                    | Silberen-Glärnisch       | 4,4 Bächistock                 | 368 Punkt 2434 NE                      |
| Breithorn von Norden                                       | Breithorn BE/VS                        | 3780           | Vârf principal | Alpii Bernezi                    |                          | 4,75 Mittaghorn                | 443 Schmadrijoch                       |
| Breithorn von Westen                                       | Breithorn VS                           | 4164           | Vârf principal | Alpii Pennini (Walliser)         |                          | 5,69 Castor                    | 433 Schwarztor                         |
| Brienzer Rothorn von Osten                                 | Brienzer Rothorn                       | 2350           | Vârf principal | Emmentaler Alpen                 |                          | 10,71 Flanke Gärstenhoren      | 1.242 Brünigpass                       |
| Brisen la Aufstieg vom westlich gelegenen Haldigrat        | Brisen                                 | 2404           | Vârf secundar  | Elveția centrală                 |                          | 0,58 Hoh Brisen                | 70 Sattel zum Hoh Brisen               |
| Brisi vierter von links                                    | Brisi                                  | 2279           | Vârf principal | Walensee                         | Churfirsten              | 2,14 Hinterrugg                | 325 Punkt 1954                         |
| Brünnelistock von Osten über dem Obersee                   | Brunnelistock Brünnelistock            | 2133           | Vârf secundar  | Glarner Alpen                    |                          | 4,64 Redertenstock             | 250 Ober Zindeln                       |
| Bruschghorn von Turrahuus                                  | Bruschghorn                            | 3056           | Vârf principal | Adula-Alpen                      |                          | 16,71 Fanellhorn               | 570 Safierberg                         |
| Güggisgrat von Nordwest                                    | Burgfeldstand                          | 2063           | Vârf principal | Emmentaler Alpen                 | Güggisgrat               | 9,4 Augstmatthorn              | 537 Grüenenbergpass                    |
| Calanda aus Südwesten                                      | Haldensteiner Calanda                  | 2806           | Vârf principal | Bündner Rheintal                 | Calanda                  | 6,8 Punkt 2973 E Ringelspitz   | 1.449 Kunkelspass                      |
| Camoghè von Locarno                                        | Camoghè                                | 2228           | Vârf secundar  | Tessin                           |                          | 6,32 Pizzo di Gino (Italia)    | 247 Bochetta di Revolte                |
| Castor von Norden                                          | Castor                                 | 4228           | Vârf secundar  | Alpii Pennini (Walliser)         |                          | 1,67 Liskamm                   | 165 Felikjoch                          |
| Chli Rinderhorn von Norden                                 | Chli Rinderhorn                        | 3003           | Vârf secundar  | Alpii Bernezi                    | Gemmi                    | 1,13 Rinderhorn                | 94 Rindersattel                        |
| Chli Windgällen aus Südwesten                              | Chli WindgallenChli Windgällen         | 2986           | Vârf secundar  | Urner Alpen                      |                          | 1,73 Gross Windgällen          | 265 Windgällenlücke 2721               |
| Chöpfenberg von Nordwest                                   | ChopfenbergChöpfenberg                 | 1896           | Vârf principal | Glarner Alpen                    |                          | 1,86 Tierberg GL               | 465 Scheidegg                          |
| Chrüzberg, auch genannt Kreuzberge                         | ChruzbergChrüzberg                     | 2065           | Vârf secundar  | Elveția de est                   | Voralpen                 | 0,43 Mutschen                  | 85 zum Mutschen                        |
| Chumigalm aus Südwesten                                    | Chumigalm                              | 2125           | Vârf secundar  | Simmental                        |                          | 1,33 Fromattgrat               | 138 Gubi                               |
| Clariden von Nordost                                       | Clariden                               | 3267           | Vârf principal | Klausenpass                      |                          | 3,6 Schärhorn                  | 315 Claridenpass                       |
| Dammastock von Dammahütte                                  | Dammastock                             | 3630           | Vârf principal | Urner Alpen                      |                          | 23 Oberaarhorn                 | 1.466 Grimselpass                      |
|                                                            | Daubenhorn                             | 2942           | Vârf secundar  | Alpii Bernezi                    | Leeshörner               | 0,66 Punkt 2974 la Daubenjoch  | 92 Punkt 2850                          |
| Dent Blanche                                               | Dent Blanche                           | 4357           | Vârf principal | Alpii Pennini (Walliser)         |                          | 7,4 Matterhorn                 | 895 Col d'Herens                       |
| Dent du Salantin vom Bahnhof Martigny                      | Dent du Salantin                       | 2482           | Vârf secundar  | Alpii Pennini (Walliser)         |                          | 0,91 Rochers de Gagnerie       | 270 Col du Jorat                       |
| Dent Blanche                                               | Dents du Midi                          | 3257           | Vârf principal | Alpii Pennini (Walliser)         |                          | 18,23 Aiguille du Tour         | 1.729 Col de la Forclaz                |
| Dirruhorn von Westen                                       | Dirruhorn                              | 4035           | Vârf secundar  | Alpii Pennini (Walliser)         | Mischabel-Gruppe         | 0,9 Hobärghorn                 | 123 Dirrujoch                          |
| Doldenhorn (mitte) von Kandersteg                          | Doldenhorn                             | 3643           | Vârf principal | Alpii Bernezi                    |                          | 3,65 Blüemlisalp               | 659 Fründenjoch                        |
| Dom von Südosten                                           | Dom                                    | 4545           | Vârf principal | Alpii Pennini (Walliser)         | Mischabel-Gruppe         | 17 Nordend                     | 1.010 Punkt 3535 Weisstor              |
| Dreieckhorn                                                | Dreieckhorn                            | 3811           | Vârf secundar  | Wallis                           | Aletsch                  | 2,53 Aletschhorn               | 188 Punkt 2623 westlich                |
| Dufourspitze vom Gornergrat                                | Dufourspitze                           | 4634           | Vârf principal | Wallis                           | Monte Rosa               | 78,2 Mont Blanc                | 2.165 Col du Gd.St.Bernard             |
| Eiger aus Nordwest                                         | Eiger                                  | 3970           | Vârf principal | Alpii Bernezi                    |                          | 2,3 Mönch                      | 356 Nördliches Eigerjoch               |
| Wissigstock rechts, Engelberger Rotstock links.jpg         | Engelberger Rotstock                   | 2818           | Vârf secundar  | Urner Alpen                      |                          | 1,09 Wissigstock               | 132 Engelberger Lücke                  |
| Etzel von Richterswil, aus Nordwest                        | Etzel (munte)                          | 1098           | Vârf secundar  | Mittelland                       |                          | 2,86 über Chörnlisegg          | 148 Etzelpass                          |
| Faulhorn                                                   | Faulhorn                               | 2681           | Vârf secundar  | Alpii Bernezi                    |                          | 1,02 Simelihorn                | 105 Punkt 2575 E zum Gassenhorn        |
| Fänerenspitz                                               | FanerenspitzFänerenspitz               | 1506           | Vârf secundar  | Voralpen                         | Alpstein                 | 2,4 Oberkamor                  | 220 Punkt 1286                         |
| Fellihorn von Norden                                       | Fellihorn                              | 2125           | Vârf secundar  | Urner Alpen                      |                          | 0,39 Punkt 2134                | 72                                     |
| Calanda aus Südwesten                                      | Felsberger Calanda                     | 2700           | Vârf secundar  | Bündner Rheintal                 | Calanda                  | 2,5 Haldensteiner Calanda      | 253                                    |
| Fil de Cassons vom Piz Dolf                                | Fil de Cassons                         | 2694           | Vârf secundar  | Glarner Alpen                    | Sardona Tektonik-Arena   | 2,6 Piz Dolf                   | 143 Fuorcla Raschaglius                |
| Finsteraarhorn                                             | Finsteraarhorn                         | 4274           | Vârf principal | Alpii Bernezi                    |                          | 51,65 Dom                      | 2.265 Simplonpass                      |
| Innerer Fisistock und Doldenhorn rechts                    | FisistockFisistock, Innerer            | 2787           | Vârf secundar  | Alpii Bernezi                    | Blüemlisalp              | 1,01 Fisipass                  | 59 Punkt 2728                          |
| Fronalpstock von Mollis aus NW gesehen                     | Fronalpstock                           | 2124           | Vârf secundar  | Glarner Alpen                    |                          | 2,58 Mürtschenstock            | 272 Fronalppass                        |
| Frümsel fünfter von links                                  | FrumselFrümsel                         | 2267           | Vârf secundar  | Walensee                         | Churfirsten              | 0,89 Brisi                     | 222 Punkt 2045                         |
| Furggelenstock von Westen                                  | Furggelenstock                         | 1656           | Vârf secundar  | Elveția centrală                 |                          | 3,39 Mythen                    | 229 Müsliegg                           |
| Gäbris von der Bogartenlücke                               | GabrisGäbris                           | 1251           | Vârf principal | Elveția de est                   | Voralpen                 | 4,75 Fänerenspitz              | 367 Eggerstanden                       |
| Gauschla, rechts, gesehen aus Rhein (von Süden)            | Gauschla                               | 2310           | Vârf secundar  | Elveția de est                   | Alvierkette              | 1,08 Alvier                    | 125 Punkt 2185                         |
| Glärnisch-Masiv von Westen                                 | GlarnischGlärnisch                     | 2915           | Vârf principal | Glarner Alpen                    | Glärnisch-Masiv          | 17,2 Gemsfairenstock           | 967 Klausenpass                        |
| Glishorn von Norden                                        | Glishorn                               | 2525           | Vârf secundar  | Alpii Pennini (Walliser)         | Weissmiesgruppe          | 0,8 Fülhorn                    | 46 Punkt 2479                          |
| Gonzen (links) von Süden                                   | Gonzen                                 | 1830           | Vârf secundar  | Elveția de est                   | Alvierkette              | 3,9 Gauschla                   | 162 Punkt 1668                         |
| Grand Combin                                               | Grand Combin                           | 4314           | Vârf principal | Alpii Pennini (Walliser)         |                          | 25,5 Dent Blanche              | 1.517 Fenêtre de Durand                |
| Gspaltenhorn                                               | Gspaltenhorn                           | 3436           | Vârf principal | Alpii Bernezi                    |                          | 3,29 Morgenhorn                | 599 Gamchilücke                        |
| Signinagruppe mit Günerhorn ganz rechts                    | GunerhornGünerhorn                     | 2849           | Vârf secundar  | Graubünden                       | Signinagruppe            | 1 Piz Fess                     | 91 Punkt 2758                          |
| Gwächtenhorn                                               | Gwächtenhorn                           | 3420           | Vârf secundar  | Urner Alpen                      |                          | 1,49 Sustenhorn                | 218 Chelenlücke                        |
| Gurten vom Marzili                                         | Gurten                                 | 858            | Vârf secundar  | Mittelland                       |                          | 2,23 Ulmizberg                 | 215 Köniztal                           |
| Hahnen von Westen über Engelberg                           | Hahnen                                 | 2606           | Vârf secundar  | Urner Alpen                      |                          | 2,67 Wissberg                  | 117 Punkt 2489                         |
| Hausstock von NE                                           | Hausstock                              | 3158           | Vârf principal | Glarner Alpen                    |                          | 11,4 Bifertenstock             | 655 Kistenpass                         |
| Hinterrugg ganz links                                      | Hinterrugg                             | 2306           | Vârf principal | Walensee                         | Churfirsten              | 4,96 Sichelchamm               | 467 Nideri                             |
| Hochflue von Osten                                         | Hochflue (Rigi)                        | 1698           | Vârf principal | Voralpen                         | Rigi                     | 7,14 Fronalpstock SZ           | 508 Gätterli                           |
| Hirschberg rechts aus NO von Altstätten                    | Hoch HirschbergHöch Hirschberg         | 1174           | Vârf secundar  | Elveția de est                   | Voralpen                 | 3,75 Fänerenspitz              | 231 Stoss AR                           |
| Hochwang                                                   | Hochwang                               | 2535           | Vârf principal | Graubünden                       | Hochwangkette            | 10,07 Aroser Weisshorn         | 416 Durannapass                        |
| Hoch Geissberg rechts                                      | Hoch Geissberg                         | 2395           | Vârf secundar  | Urner Alpen                      | Sunnig Stöck             | 0,38 Rund Stock                | 61 Grat zum Rund Stock                 |
| Hochhus von Norden                                         | Hochhus                                | 1926           | Vârf secundar  | Elveția de est                   | Alpstein                 | 0,9 Hüser                      | 111 Sattel                             |
|                                                            | Hochstollen                            | 2481           | Vârf secundar  | Voralpen                         |                          | 2,42 Glogghüs                  | 160 Wit Ris                            |
| Hoh Brisen vom Brisen, rechts Uri Rotstock                 | Hoh Brisen                             | 2413           | Vârf principal | Elveția centrală                 |                          | 4,46 Ruchstock                 | 498 Sinsgäuer Schonegg                 |
| Hoher Kasten                                               | Hoher Kasten                           | 1791           | Vârf secundar  | Voralpen                         | Alpstein                 | 3,65 Stauberenkanzel           | 201 Punkt 1590 bei Wänneli             |
| Trogenhorn aus Südwest, rechts Hohgant                     | Hohgant                                | 2197           | Vârf principal | Voralpen                         |                          | 6,14 Tannhorn                  | 638 Feldmoos                           |
| Hundwiler Höhi                                             | Hundwiler Höhi                         | 1306           | Vârf principal | Elveția de est                   | Voralpen                 | 5,35 St Jakob, Kronberg        | 402 Punkt 904, Zoll                    |
| Hundstein rechts                                           | Hundstein                              | 2157           | Vârf secundar  | Elveția de est                   | Alpstein                 | 1,97 Fälentürm                 | 140 Schlucht zur Freiheit              |
| Hüser aus NO                                               | HuserHüser                             | 1951           | Vârf principal | Elveția de est                   | Alpstein                 | 2,62 Chrüzberg                 | 302 Saxer Lücke                        |
| Jakobnshorn von Nordwest                                   | Jakobshorn                             | 2590           | Vârf secundar  | Bündner Alpen                    |                          | 1,1 Jatzhorn                   | 45                                     |
| Jungfrau                                                   | Jungfrau                               | 4158           | Vârf principal | Alpii Bernezi                    | Jungfrau                 | 8,3 Aletschhorn                | 629 Unners Mönchsjoch                  |
| Irchel aus Norden                                          | Irchel                                 | 694            | Vârf secundar  | Mittelland                       |                          | 17,5 Lägern                    | 260 Henggart (zum Schauenberg)         |
| Kamor links                                                | Kamor                                  | 1751           | Vârf secundar  | Elveția de est                   | Voralpen                 | 0,68 Hoher Kasten              | 73 Kastensattel                        |
| Kronberg                                                   | Kronberg                               | 1663           | Vârf principal | Voralpen                         | Alpstein                 | 3,92 Öhrli                     | 351 Brugger Wald                       |
| Lägern von Osten                                           | LagernLägern                           | 866            | Vârf principal | Mittelland                       |                          | 17,86 Uetliberg                | 425 Pöschwies Regensdorf zum Bachtel   |
| Lagginhorn                                                 | Lagginhorn                             | 4010           | Vârf principal | Alpii Pennini (Walliser)         |                          | 3,53 Weissmies                 | 611 Lagginjoch                         |
| Leistchamm aus Linthebene von Westen                       | Leistchamm                             | 2101           | Vârf secundar  | Churfirsten                      | Walensee                 | 1,26 Nägeliberg                | 149 Gocht                              |
| Le Rubli von Nordost                                       | Le Rubli                               | 2285           | Vârf secundar  | Waadt                            | Saanenland               | 3 Pointes de Sur Combe         | 251 Col de la Videman                  |
| Les Diablerets von Südwest                                 | Les Diablerets                         | 3210           | Vârf principal | Wallis/Waadt                     | Alpii Pennini (Walliser) | 14,4 Wildhorn                  | 1.208 Sanetsch                         |
| Liskamm von der Dufourspitze                               | Liskamm                                | 4527           | Vârf principal | Wallis/Italia                    | Alpii Pennini (Walliser) | 2,9 Zumsteinspitze             | 376 Lisjoch                            |
|                                                            | LudwigsAltitudine                      | 4341           | Vârf secundar  | Wallis/Italia                    | Monte Rosa               | 0,66 Parrotspitze              | 54 Pjodejoch                           |
| Marwees links, rechts Säntis                               | Marwees                                | 2056           | Vârf secundar  | Voralpen                         | Alpstein                 | 0,87 Hundstein                 | 200 Widderalpsattel                    |
| Matterhorn von Riffelalp                                   | Matterhorn                             | 4478           | Vârf principal | Wallis/Italia                    |                          | 10,9 Liskamm                   | 1.030 Col Durand                       |
| Moleson                                                    | Moleson                                | 2002           | Vârf principal | Freiburger Alpen                 |                          | 4,75 Dent de Lys               | 492 Belle Chaux                        |
| Mönch mit Eigergletscher                                   | MonchMönch                             | 4107           | Vârf principal | Alpii Bernezi                    | Jungfraugebiet           | 7,3 Jungfrau                   | 643 Jungfraujoch                       |
| Montalin von Chur                                          | Montalin                               | 2266           | Vârf secundar  | Graubünden                       | Hochwangkette            | 1,84 Ful berg                  | 100 Punkt 2166 la Gromser Chopf        |
| Monte Basòdino                                             | Monte Basòdino                         | 3272           | Vârf principal | Tessin                           | Val Bavona               | 8 Rothorn                      | 959 Passo San Giacomo                  |
| Monte Generoso vom Langensee aus Nordwest                  | Monte Generoso                         | 1701           | Vârf principal | Tessin                           |                          | 16,61 Cima dell'Oress          | 1.321 Cardano                          |
| Monte Leone vom Simplonpass                                | Monte Leone                            | 3553           | Vârf principal | Wallis                           | Lepontinische Alpen      | 12,5 Fletschhorn               | 1.544 Simplonpass                      |
| Monte San Giorgio (links) von Norden                       | Monte San Giorgio                      | 1097           | Vârf principal | Kanton Tessin                    |                          | 3,64 Bellavista                | 756 bei Piamo-Superiore                |
| Monte San Salvatore von Nordost                            | Monte San Salvatore                    | 912            | Vârf principal | Kanton Tessin                    |                          | 5,37 Monte Bre                 | 557 Lugano Creminione                  |
| Monte Tamaro von Norden                                    | Monte Tamaro                           | 1962           | Vârf principal | Kanton Tessin                    |                          | 15 Madone                      | 1.408 Monte Ceneri                     |
| Morgenberghorn vom Niesen                                  | Morgenberghorn                         | 2249           | Vârf principal | Alpii Bernezi                    |                          | 2,48 Schwalmere                | 370 Renggli                            |
| Morgenhorn, der linke der drei höchsten Vârf               | Morgenhorn                             | 3623           | Vârf secundar  | Alpii Bernezi                    | Blüemlisalpgruppe        | 0,72 Wyssi Frau                | 43 W                                   |
| Mürtschenstock von Rüschlikon                              | MurtschenstockMürtschenstock           | 2441           | Vârf principal | Glarner Alpen                    | Mürtschenstock           | 5,39 Bützistock                | 581 Mürtschenfurggel                   |
| Mythen von Westen                                          | Mythen, Grosser                        | 1898           | Vârf principal | Voralpen                         |                          | 8,07 Fronalpstock SZ           | 493 Holzegg                            |
| Kleiner Mythen von Osten                                   | Kleiner Mythen                         | 1811           | Vârf principal | Voralpen                         |                          | 1,34 Grosser Mythen            | 373 Zwüschet Mythen                    |
| Nadelhorn von Nordost                                      | Nadelhorn                              | 4327           | Vârf secundar  | Alpii Pennini (Walliser)         | Mischabelgruppe          | 1,7 Dom                        | 206 Lenzjoch                           |
| NapfVârf                                                   | Napf                                   | 1408           | Vârf principal | Mittelland                       |                          | 11,42 Farneren                 | 558 Escholzmatt                        |
| Namenlos von Westen                                        | Namenlos                               | 2915           | Vârf principal | Glarner Alpen                    | Glärnisch                | 5,6 Gemsfairenstock            | 967 Klausenpass                        |
| Nesthorn                                                   | Nesthorn                               | 3822           | Vârf principal | Wallis                           | Aletsch                  | 5,6 Bietschhorn                | 314 Redetschjoch                       |
| Nidfurner Turm von Nordost                                 | Nidfurner Turm                         | 2661           | Vârf secundar  | Glarner Alpen                    | Glärnisch                | 0,49 Schwander Grat            | 31 auf schwindendem Gletscher          |
| Niederbauen Chulm von Brunnen                              | Niederbauen Chulm                      | 1923           | Vârf principal | Vierwaldstättersee               |                          | 2,07 Oberbauenstock            | 327 Punkt 1596 im Süden                |
| Niederhorn vo Norden vor Blüemlisalp und Gspaltenhorn      | Niederhorn                             | 1963           | Vârf secundar  | Emmentaler Alpen                 | Güggisgrat               | 1,29 Güggisgrat Punkt 1979     | 43 Hohseil 1920m                       |
| Niesen von Norden                                          | Niesen                                 | 2362           | Vârf principal | Alpii Bernezi                    |                          | 2,33 Fromberghore              | 407 Niesegrat                          |
| Oberbauen ganz links                                       | Oberbauenstock                         | 2117           | Vârf secundar  | Vierwaldstättersee               |                          | 4,05 Schwalmis                 | 287 Punkt 1830 im W                    |
| Oberalpstock von Südost                                    | Oberalpstock                           | 3328           | Vârf principal | Glarner Alpen                    |                          | 12,8 Stoc Grond                | 708 Fuorcla da Cavardiras              |
| Oberhorn vom Churer Rheintal gesehen                       | Oberhorn                               | 2796           | Vârf secundar  | Graubünden                       | Signinagruppe            | 1,18 Piz Fess                  | 109 Punkt 2787                         |
| Oeschinenhorn rechts                                       | Oeschinenhorn                          | 3297           | Vârf secundar  | Alpii Bernezi                    | Blüemlisalpgruppe        | 0,98 Blüemlisalphorn           | 119 Rothornsattel                      |
| Ofen links, mit Tschingelhörnern                           | Ofen                                   | 2873           | Vârf secundar  | Glarner Alpen                    | Sardona Tektonik-Arena   | 1,2 Piz Grisch                 | 113 Grischsattel                       |
| Olmenhorn über dem Aletschgletscher                        | Olmenhorn                              | 3314           | Vârf secundar  | Wallis                           | Aletsch                  | 1,34 Punkt 3455 namenlos       | 69 Punkt 3245 nordwestlich             |
| Ortstock links                                             | Ortstock                               | 2717           | Vârf principal | Glarner Alpen                    |                          | 4,7 Bös Fulen                  | 539 Ruosalper Chulm                    |
| Parrotspitze von Süden, rechts Signalkuppe                 | Parrotspitze                           | 4432           | Vârf secundar  | Wallis/Italia                    | Monte Rosa               | 0,95 Signalkuppe               | 136 Seserjoch                          |
| Pfannenstiel von Südwest                                   | Pfannenstiel                           | 853            | Vârf principal | Mittelland                       | Pfannenstiel             | 15,71 Bachtel                  | 336 Adletshusen                        |
| Pilatus                                                    | Pilatus                                | 2128           | Vârf principal | Vierwaldstättersee               | Pilatus                  | 16,98 Brisen                   | 557 Blattli                            |
| Plattenflue über Sertig                                    | Plattenflue                            | 3013           | Vârf secundar  | Bündner Alpen                    |                          | 0,86 Hoch Ducan                | 120 Punkt 2893                         |
| Piz Argient, mitte                                         | Piz Argient                            | 3945           | Vârf secundar  | Engadin                          | Berninagruppe            | 0,52 Piz Zupò                  | 99 Fuorcla dal Zupo                    |
| Piz Bernina von Bovalhütte                                 | Piz Bernina                            | 4049           | Vârf principal | Graubünden                       | Berninagruppe            | 137,6 Finsteraarhorn           | 2.234 Malojapass                       |
| Piz Beverin vom Heinzenberg                                | Piz Beverin                            | 2998           | Vârf principal | Graubünden                       | Adula-Alpen              | 5,13 Punkt 3044                | 393 Carnusapass                        |
| Piz Buin von Norden                                        | Piz Buin                               | 3312           | Vârf principal | Graubünden                       | Rätikon                  | 4,71 Fluchthorn Piz Fenga      | 544 Pass Futschöl                      |
| Piz Daint von Norden                                       | Piz Daint                              | 2968           | Vârf principal | Graubünden                       | Val Müstair              | 4,64 Piz Pala Gronda           | 734 Pass Döss Radond                   |
| Piz Segnas links, Piz Dolf rechts                          | Piz Dolf                               | 3028           | Vârf secundar  | Glarner Alpen                    | Sardona Tektonik-Arena   | 1,1 Piz Segnas                 | 228 Sardonapass                        |
| Vârf vom Punkt 2874                                        | Piz Fess                               | 2880           | Vârf principal | Graubünden                       | Signinagruppe            | 12,4 Piz Tomül                 | 410 Güner Lückli                       |
| Piz Morteratsch von Norden                                 | Piz Morteratsch                        | 3751           | Vârf principal | Engadin                          | Berninagruppe            | 2,16 Piz Bianco                | 320 Fuorcla Pievlusa                   |
| Piz Mundaun von Nordost                                    | Piz Mundaun                            | 2064           | Vârf secundar  | Graubünden                       | Mundaun-Kette            | 1,55 Hitzeggerkopf             | 79 Punkt 1985                          |
| Palü von Diavolezza                                        | Piz Palü                               | 3900           | Vârf secundar  | Graubünden                       | Berninagruppe            | 2,21 Punkt 3922, Bellavista    | 212 Fuorcla Bellavista                 |
| Signinagruppe mit Piz Riein links                          | Piz Riein                              | 2762           | Vârf secundar  | Graubünden                       | Signinagruppe            | 1,7 Piz Fess                   | 65 Schneeboden Punkt 2681              |
| PizRoseg                                                   | Piz Roseg                              | 3937           | Vârf principal | Engadin                          | Berninagruppe            | 1,49 Piz Scerscen              | 415 Porta da Roseg                     |
| Piz Segnas links                                           | Piz Segnas                             | 3099           | Vârf principal | Glarner Alpen                    | Sardona Tektonik-Arena   | 4 Piz da Sterls                | 607 Trinser Furgga                     |
| Piz Sardona                                                | Piz Sardona                            | 3056           | Vârf secundar  | Glarner Alpen                    | Sardona Tektonik-Arena   | 1,1 Piz Segnas                 | 113 Surenjoch                          |
| Piz Sezner von Nordosten                                   | Piz Sezner                             | 2309           | Vârf secundar  | Graubünden                       | Mundaun-Kette            | 2,75 Um Su                     | 230 Punkt 2079                         |
| Signinagruppe mit Piz Signina erster rechts vom Kirchturm  | Piz Signina                            | 2848           | Vârf secundar  | Graubünden                       | Signinagruppe            | 0,5 Piz Fess                   | 52                                     |
| Piz Surlej über Surlej von Westen                          | Piz Surlej                             | 2848           | Vârf principal | Graubünden                       | Engadin                  | 4,75 Piz Misaun                | 433 Fuorcla Surlej                     |
| Piz Tartantschun mit Carnusapass links                     | Piz Tarantschun                        | 2769           | Vârf secundar  | Adula-Alpen                      | Splügener Kalkberg       | 0,86 Piz Tuf                   | 141                                    |
| Piz Terri                                                  | Piz Terri                              | 3149           | Vârf principal | Adula-Alpen                      | Greina                   | 4,16 Piz Vial                  | 390 Passo Soreda                       |
| Piz Uccello von Süden aus San Bernardino                   | Piz Uccello                            | 2724           | Vârf secundar  | Adula-Alpen                      |                          | 0,4 Piz Cavriola               | 46 Punkt 2678                          |
| Piz Varuna                                                 | Piz Varuna                             | 3453           | Vârf secundar  | Graubünden                       | Berninagruppe            | 4,03 Piz Palü                  | 222 Passo di Gembré                    |
| Zupo von Argient                                           | Piz Zupò                               | 3996           | Vârf principal | Engadin                          | Berninagruppe            | 2,42 Piz Bernina               | 405 Fuorcla Crast' Agüzza              |
| Pizzo Badile von Nordwest                                  | Pizzo Badile                           | 3308           | Vârf secundar  | Bergell                          | Bondascagruppe           | 1,23 Pizzo Cengalo             | 259 Punkt 3046 E des Pizzo Sertori     |
| Pizzo Campo Tencia                                         | Pizzo Campo Tencia                     | 3072           | Vârf principal | Tessiner Alpen                   |                          | 17,05 Scopi                    | 754 Passo Campolungo                   |
| Pizzo Tambo von Nordost                                    | Pizzo Tambo /Tambohorn                 | 3279           | Vârf principal | Hinterrhein                      |                          | 17,06 Güferhorn                | 1.214 Passo del San Bernardino         |
| Planggenstock aus Osten; vom Hirzli                        | Planggenstock                          | 1675           | Vârf secundar  | Voralpen                         | Walensee                 | 1,79 Wageten                   | 251 Punkt 1424 Rossweidhöchi           |
| Rautispitz von Mollis                                      | Rautispitz                             | 2283           | Vârf principal | Glarner Alpen                    |                          | 6 Vorderglärnisch              | 469 Punkt 1814, unter Mutteristock     |
| Regitzer Spitz von Westen                                  | Regitzer Spitz                         | 1135           | Vârf principal | Rätische Alpen                   | Rätikon                  | 2,93 Tannkopf                  | 422 St. Luzisteig                      |
| Rheinwaldhorn von Westen                                   | Rheinwaldhorn                          | 3402           | Vârf principal | Adula-Alpen                      |                          | 35,2 Bifertenstock             | 1.487 Lukmanierpass                    |
| Rienzenstock rechts, von Fellilücke                        | Rienzenstock                           | 2962           | Vârf principal | Urner Alpen                      |                          | 3 Fedenstock                   | 479 Fellilücke                         |
| Rigi von Mythen                                            | Rigi-Kulm                              | 1798           | Vârf principal | Voralpen                         | Rigi                     | 13,4 Niederbauenchulm          | 1.288 Arth                             |
| Rinderhorn                                                 | Rinderhorn                             | 3453           | Vârf principal | Alpii Pennini (Walliser)         | Gemmi                    | 2,2 Balmhorn                   | 412 Punkt 3036                         |
| Rossberg von Mythen                                        | Rossberg                               | 1580           | Vârf principal | Voralpen                         |                          | 8,21 Rigi                      | 807 Schlag bei Sattel                  |
| Salbitschijen von Westen                                   | Salbitschijen                          | 2981           | Vârf secundar  | Urner Alpen                      |                          | 0,43 Punkt 3060 zum Rorspitzli | 109 zum Punkt 3060                     |
| über dem Seealpsee; Säntis rechts mit Antenne              | SantisSäntis                           | 2502           | Vârf principal | Elveția de est                   | Alpstein                 | 26 Falknis                     | 2.019 Punkt 483 Sargans                |
| Fänerenspitz                                               | SchaflerSchäfler                       | 1924           | Vârf secundar  | Voralpen                         | Alpstein                 | 1,07 Punkt 2033, Altenalp Türm | 115 Sattel                             |
| von der Laui gesehen                                       | Wildhuser Schafberg                    | 2373           | Vârf secundar  | Toggenburg                       | Alpstein                 | 2,35 Säntis                    | 253 Rotsteinpass                       |
| Schärhorn vom Klausenpass                                  | ScharhornGross Schärhorn               | 3295           | Vârf principal | Urner Alpen                      | Schächental              | 6,75 Tödi                      | 514 Sandpass                           |
| Schesaplana von Seewis aus                                 | Schesaplana                            | 2964           | Vârf principal | Graubünden / Vorarlberg          | Rätikon                  | 30,25 Ringelspitz              | 826 Elvețiaertor                       |
| Schibestoll zweit von links                                | Schibenstoll                           | 2236           | Vârf secundar  | Walensee                         | Churfirsten              | 0,74 Hinterrugg                | 191 Punkt 2045                         |
| Schiahorn bei Vollmond                                     | Schiahorn                              | 2709           | Vârf secundar  | Bündner Alpen                    |                          | 2,3 Weissfluh                  | 111 Punkt 2596                         |
| Schilthorn mitte mit Scheerest                             | Schilthorn                             | 2973           | Vârf principal | Alpii Bernezi                    |                          | 0,74 Vorderi Bütlasse          | 361 Sefinenfurgge                      |
| Schinberg links vom Kamin                                  | Schinberg                              | 722            | Vârf secundar  | Tafeljura                        |                          | 8 Zeiher Homberg               | 169 Punkt 553 östlich Marchwald        |
| Signinagruppe mit Schlüechtli links                        | SchluechtliSchlüechtli                 | 2283           | Vârf secundar  | Graubünden                       | Signinagruppe            | 1,67 Nolla                     | 81 Gratsenke zum Nolla                 |
| Schrattenfluh                                              | Schrattenfluh                          | 2092           | Vârf principal | Voralpen                         |                          | 6,71 Hohgant                   | 776 Salwidili                          |
| Schreckhorn vom Faulhorn                                   | Schreckhorn                            | 4078           | Vârf principal | Alpii Bernezi                    |                          | 6 Finsteraarhorn               | 792 Finsteraarjoch                     |
| Selun rechts                                               | Selun                                  | 2205           | Vârf secundar  | Walensee                         | Churfirsten              | 0,78 Frümsel                   | 158 Punkt 2047                         |
| Schwalmis von Osten aus Richtung Oberbauenstock            | Schwalmis                              | 2246           | Vârf secundar  | Elveția centrală                 | Vierwaldstättersee       | 1,55 Risetenstock              | 141 Hinter Jochli                      |
| Schwarzeberg von Norden                                    | Schwarzeberg                           | 1710           | Vârf secundar  | Simmental                        | Diemtigtal               | 2,86 Wiriehore                 | 225 Schwarzeberg                       |
| Sichelchamm links                                          | Sichelchamm                            | 2269           | Vârf secundar  | Walensee                         | Alvierkette              | 0,91 Gamsberg (Elveția de est) | 74 Punkt 2195                          |
| Sieben Hengste von Süden zwischen Burst und Gemmenalphorn  | Sieben Hengste                         | 1955           | Vârf secundar  | Emmentaler Alpen                 |                          | 0,67 Burst                     | 276 Sichle                             |
| Signalkuppe von der Dufourspitze                           | Signalkuppe                            | 4554           | Vârf secundar  | Wallis/Italia                    | Monte Rosa               | 0,65 Zumsteinspitze            | 102 Colle Gnifetti                     |
| Sigriswiler Rothorn                                        | Sigriswiler Rothorn                    | 2051           | Vârf principal | Kanton Bern                      | Sigriswilergrat          | 2,24 Burgfeldstand             | 372 Sichle                             |
| Silvrettahorn rechts                                       | Silvrettahorn                          | 3244           | Vârf secundar  | Graubünden                       | Rätikon                  | 2,38 Piz Buin                  | 202 Fuorcla dal Cunfin                 |
| Badus/Six Madun                                            | Six Madun                              | 2928           | Vârf principal | Graubünden/Uri                   | GotthardMasiv            | 5,05 Piz Ravetsch              | 529 Pass Tagliola /Lolenpass           |
| Speer bis Federispitze                                     | Speer                                  | 1950           | Vârf principal | Voralpen                         | Walensee                 | 8,43 Leistchamm                | 413 Vorder Höhi                        |
| Spitzmeilen                                                | Spitzmeilen                            | 2501           | Vârf secundar  | Glarner Alpen                    | Pizol                    | 1,58 Magerrain                 | 81 Wissmilenpass                       |
| Stanserhorn vom Brienzer Rothorn gesehen                   | Stanserhorn                            | 1898           | Vârf principal | Voralpen                         |                          | 4,64 Arvigrat                  | 500 Ächerli                            |
| Stockhorn von Thun gesehen                                 | Stockhorn                              | 2190           | Vârf principal | Alpii Bernezi                    | Gantrisch-Gebiet         | 10,7 Fromberghore              | 399 Chännelpass                        |
| Sustenhorn von Osten                                       | Sustenhorn                             | 3503           | Vârf principal | Urner Alpen                      |                          | 7 Dammastock                   | 414 Sustenlimi                         |
| Calanda aus Südwesten                                      | Taminser Calanda                       | 2408           | Vârf secundar  | Bündner Rheintal                 | Calanda                  | 0,92 Güllenchopf               | 43 Sattel                              |
| Täschhorn links von Südost                                 | TaschhornTäschhorn                     | 4491           | Vârf secundar  | Alpii Pennini (Walliser)         | Mischabel-Gruppe         | 1,16 Dom                       | 210 Domjoch                            |
| Titlis von Norden                                          | Titlis                                 | 3238           | Vârf principal | Elveția centrală                 |                          | 7,2 Stucklistock               | 1.014 Sustenpass                       |
| Tödi von Hätzingen                                         | TodiTödi                               | 3614           | Vârf principal | Glarner Alpen                    |                          | 42,05 Dammastock               | 1.570 Oberalppass                      |
| Pilatus                                                    | Tomlishorn                             | 2128           | Vârf principal | Vierwaldstättersee               | Pilatus                  | 16,98 Brisen                   | 557 Blattli                            |
| [Tour Sallière links                                       | Tour Sallière                          | 3220           | Vârf principal | Alpii Pennini (Walliser)         |                          | 1,85 Haute Cime                | 726 Col de Susanfe                     |
| Tschingelhörner mit Martinsloch                            | Tschingelhörner                        | 2849           | Vârf secundar  | Glarner Alpen                    | Sardona Tektonik-Arena   | 1 Ofen (munte)                 | 88                                     |
| Tweralpspitz                                               | Tweralpspitz                           | 1332           | Vârf principal | Voralpen                         |                          | 10,1 Tanzboden                 | 527 Rickenpass                         |
| Uetliberg von Zollikon über den Zürichsee gesehen          | Uetliberg                              | 869            | Vârf secundar  | Mittelland                       | Albiskette               | 8 Punkt 891 la Albispass       | 143 Punkt 726                          |
| Vanil Noir von Süden                                       | Vanil Noir                             | 2389           | Vârf principal | Freiburger Alpen                 |                          | 11,05 Gummfluh                 | 1.120 Saanenmöser                      |
| Vorderglärnisch von Norden                                 | Vorderglärnisch                        | 2327           | Vârf secundar  | Glarner Alpen                    | Glärnisch                | 1,38 über dem Höchtor          | 267 Furggle                            |
| Vrenelisgärtli                                             | Vrenelisgärtli                         | 2904           | Vârf secundar  | Glarner Alpen                    | Glärnisch                | 1,38 Bächistock                | 149 Punkt 2755 Schwandergrat           |
| Wasenhorn aus Richtung Simplon                             | Wasenhorn                              | 3246           | Vârf principal | Monte Leone-Sankt Gotthard-Alpen |                          | 1,98 Monte Leone               | 484 Chaltwasserpass                    |
| Weisshorn                                                  | Weisshorn                              | 4505           | Vârf principal | Alpii Pennini (Walliser)         |                          | 20,8 Liskamm                   | 1.234 Furggjoch                        |
| Weissmies                                                  | Weissmies                              | 4017           | Vârf principal | Alpii Pennini (Walliser)         |                          | 1,92 Dom                       | 1.185 Mondellipass                     |
| Wetterhorn von Grindelwald Grund                           | Wetterhorn                             | 3692           | Vârf secundar  | Alpii Bernezi                    |                          | 0,82 Mittelhorn                | 184 Wettersattel                       |
| Wildhorn OstVârf                                           | Wildhorn                               | 3248           | Vârf principal |                                  | Wildhorngruppe           | 23,5 Rinderhorn                | 930 Gemmipass                          |
| Wildstrubel von Norden                                     | Wildstrubel                            | 3244           | Vârf principal |                                  | Wildstrubel              | 14,71 Wildhorn                 | 815 Rawilpass                          |
| Windgällen; vorne Chli Windgällen, hinten Gross Windgällen | WindgallenGross Windgällen             | 3187           | Vârf principal | Uri                              |                          | 4,6 Schärhorn                  | 552 Ruchälenpass                       |
| Wiriehorn rechts des Schwarzeberg von Norden               | Wiriehore                              | 2304           | Vârf secundar  | Simmental                        | Diemtigtal               | 2,21 Cheibehore                | 273 Punkt 2031 in Richtung Gurbssattel |
| Wissberg von der Fuehrenalp                                | Wissberg                               | 2627           | Vârf secundar  | Urner Alpen                      | Stotzig berg             | 0,44 Stotzig berg              | 30 Vârf secundar                       |
| Wissigstock rechts, Engelberger Rotstock links.jpg         | Wissigstock                            | 2847           | Vârf principal | Urner Alpen                      |                          | 2,29 Blackenstock              | 329 Punkt 2558                         |
| Wyssi Frau, der mittlere der drei höchsten Vârf            | Wyssi Frau                             | 3650           | Vârf secundar  | Alpii Bernezi                    | Blüemlisalpgruppe        | 1,05 Blüemlisalphorn           | 130 SW                                 |
| Zervreilahorn von Nordosten                                | Zervreilahorn                          | 2898           | Vârf secundar  | Graubünden                       |                          | 1,95 Furggeltihorn             | 186 Punkt 2714 zum Furggeltihorn       |
| Zinalrothorn                                               | Zinalrothorn                           | 4221           | Vârf principal | Alpii Pennini (Walliser)         |                          | 4,5 Weisshorn                  | 490 Hohlichtpass                       |
| Zindlenspitz von Norden                                    | Zindlenspitz                           | 2097           | Vârf secundar  | Glarner Alpen                    |                          | 1,3 Brünnelistock              | 195 Punkt 1902 Rossalpeli              |
| Zuestoll dritter von links                                 | Zuestoll                               | 2235           | Vârf secundar  | Walensee                         | Churfirsten              | 0,63 Brisi                     | 225 Paliis Nideri                      |
| Zumsteinspitze vom Nordend                                 | Zumsteinspitze                         | 4609           | Vârf secundar  | Wallis/Italia                    | Monte Rosa               | 0,8 Dufourspitze               | 110 Grenzsattel                        |